# Fugleskræmslet (film fra 1984)
 For alternative betydninger, se Fugleskræmslet. (Se også artikler, som begynder med Fugleskræmslet)
Fugleskræmslet (original titel russisk: Чучело, translit.: Tjutjelo) er en sovjetisk spillefilm fra 1984 instrueret af Rolan Bykov.
Filmen havde danske premiere i Husets Biograf.

## Medvirkende
- Kristina Orbakaite som Lena Bessoltseva
- Jurij Nikulin som Nikolaj Nikolajevitj Bessoltsev
- Jelena Sanajeva som Margarita Ivanovna Kuzmina
- Svetlana Krjutjkova som Klava
- Rolan Bykov